# The Brooklyn Rail
The Brooklyn Rail est un magazine mensuel consacré aux arts et à la critique littéraire. Il a remporté le Utne Independent Press Award en 2002 et 2003. C'est un mensuel, publié à Brooklyn. La revue comprend des entretiens avec des artistes, critiques et conservateurs, ainsi que des essais, de la fiction, de la poésie, et les événements concernant la musique, de la danse, du cinéma et du théâtre. The Brooklyn Rail est un gratuit. Cette revue édite également des traductions littéraires, de la poésie et la critique d'art, et organise des tables rondes, des lectures, des projections de films, des spectacles de musique et de danse, et des expositions. L'association à but non lucratif à l'origine de ce magazine édite également des ouvrages et organise des expositions.

## Organisation et contenu
Une première version, en 1998, consistait en un journal grand format. La publication, dans son format et dans un contenu proche du contenu actuel, est apparue en 2000. 
Le Rail est publiée par une association 501c (3) à but non lucratif.  C'est un gratuit, distribué dans des bars, galeries, universités, musées, librairies et autres lieux culturels à travers New York et Brooklyn, y compris l'Anthology Film Archives, la Bibliothèque publique de Brooklyn, le Brooklyn Museum, le MoMA PS1.Le rédacteur en chef respectif de chaque section dispose d'une autonomie éditoriale. Ces sections sont : Field Notes (Notes de terrain : couverture politique et commentaire), Art (entretiens avec des artistes et des historiens de l'art), Artseen (annonces sur des expositions), Art Books (annonces sur des publications d'art), Books (avis de fiction, documentaire et poésie) , Music (album et commentaires de concert), Danse (critique de spectacles de danse), Film (critique de cinéma), Theater (critiques théâtrales), Fiction (texte originaux et fiction nouvellement traduite), et Poetry (poésie expérimentale). Chaque numéro, depuis février 2012, comprend également une section dirigée par un rédacteur invité qui se concentre sur un thème ou une question critique particulière, comme ce numéro dédié en 2014 à l'état de la critique d'art en Europe.
La section Field Notes est assez caractéristique, selon François Cusset, de ces médias indépendants qui émergent aux États-Unis dans les années 2000, avec un ancrage local. Ce mensuel coopératif gratuit « de haute tenue » né dans le quartier new-yorkais du même nom a ainsi critiqué la spéculation immobilière et la réduction des aides sociales à New York. Le rédacteur en chef de cette section a été longtemps Theodore Hamm, de 1a toute première version en 1998 à 2013.
La revue dispose également d'un comité consultatif qui comprend notamment le romancier Paul Auster, qui vit à Brooklyn, et le peintre et photographe Chuck Close. Cette revue édite également des traductions littéraires, de la poésie et la critique d'art, et organise des tables rondes, des lectures, des projections de films, des spectacles de musique et de danse, et des expositions,.